# Изабел (Канзас)
Изабел (енгл. Isabel) град је у америчкој савезној држави Канзас.

## Демографија
По попису из 2010. године број становника је 90, што је 18 (-16,7%) становника мање него 2000. године.
| Група             | 2000.       | 2010.      |
| Белци             | 101 (93,5%) | 85 (94,4%) |
| Афроамериканци    | 2 (1,9%)    | 0 (0,0%)   |
| Азијати           | 0 (0,0%)    | 0 (0,0%)   |
| Хиспаноамериканци | 1 (0,9%)    | 4 (4,4%)   |
| Укупно            | 108         | 90         |